# Chapelle Notre-Dame de Bayonne
La chapelle Notre-Dame est une ancienne chapelle catholique située à Bayonne dans les Pyrénées-Atlantiques. Elle a été désacralisée en 1981 pour servir de salle polyvalente au collège privé mixte Notre-Dame.

## Présentation
Cette chapelle donne rue Douer dans le quartier historique de Bayonne et longe la place Montaut, non loin de la cathédrale de Bayonne et du Château-Vieux.
En 1834, la congrégation enseignante des Filles de la Croix est autorisée par le conseil municipal à ouvrir une école gratuite de filles dans une maison louée, appelée « le palais », sise à l'emplacement actuel de la place Montaut (maison rasée en 1908). Un jardin d'enfants et une crèche sont rajoutés en 1839 et en 1845. L'école reçoit le statut d'école communale en 1851. La chapelle initiale se trouve à l'étage. La chapelle actuelle est bâtie en 1860 dans le style néo-roman à nef unique sans transept à la demande de l'abbé de Quevedo, aumônier des Filles de la Croix. Elle est financée sur les fonds du prêtre et par souscription. Les vitraux, de la maison Mauméjean, datent de 1900. En 1979, le collège devient mixte en fusionnant peu à peu avec l'école Saint-Bernard de garçons. La chapelle est désacralisée en 1981, les vitraux déposés dans diverses églises de la région et des tableaux (dont L'Annonciation d'Eugène Pascau), au musée basque et de l'histoire de Bayonne.
La chapelle sert aujourd'hui de salle polyvalente au collège mixte Notre-Dame.

## Illustrations

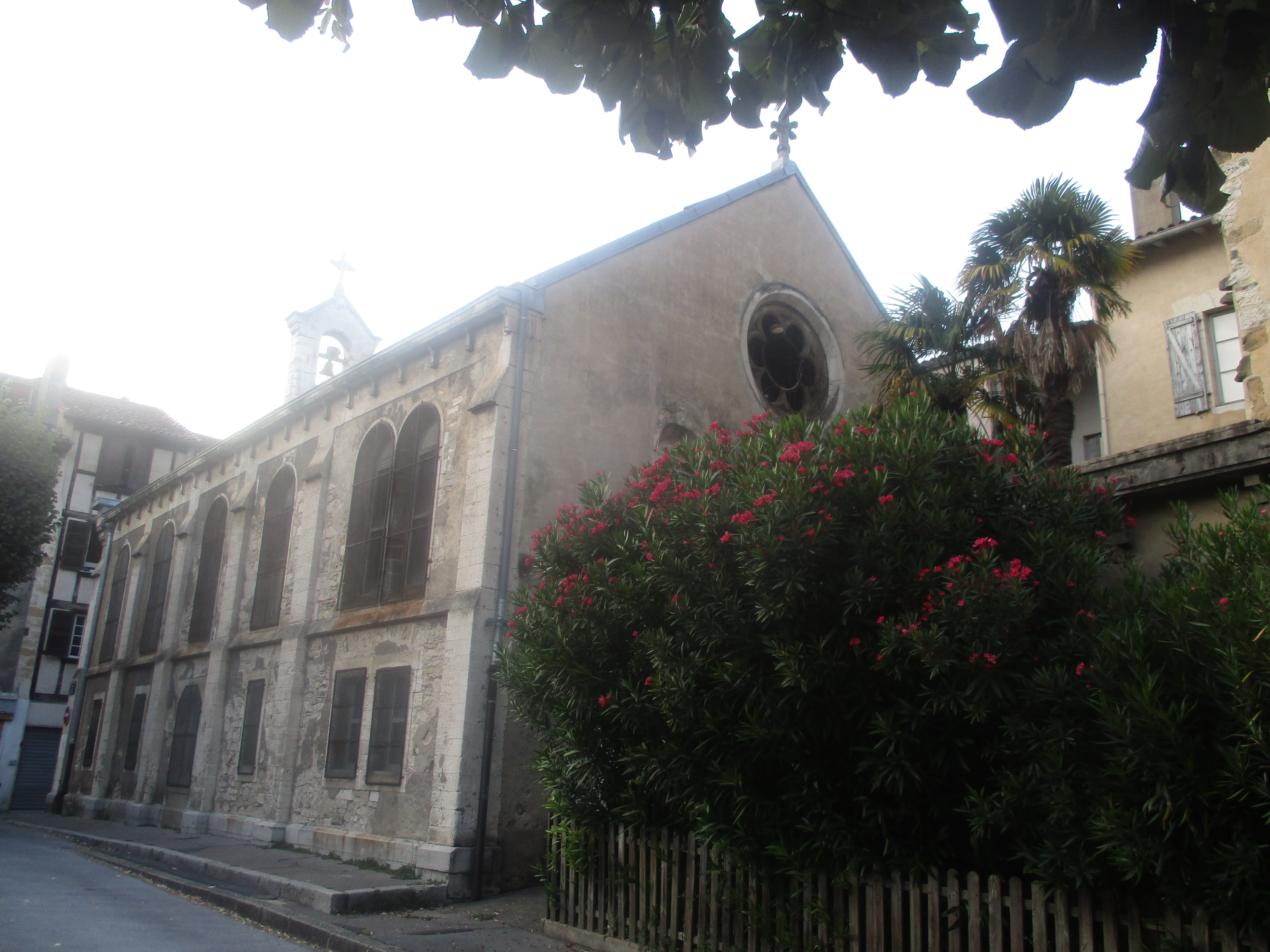
Côté donnant place Montaut.
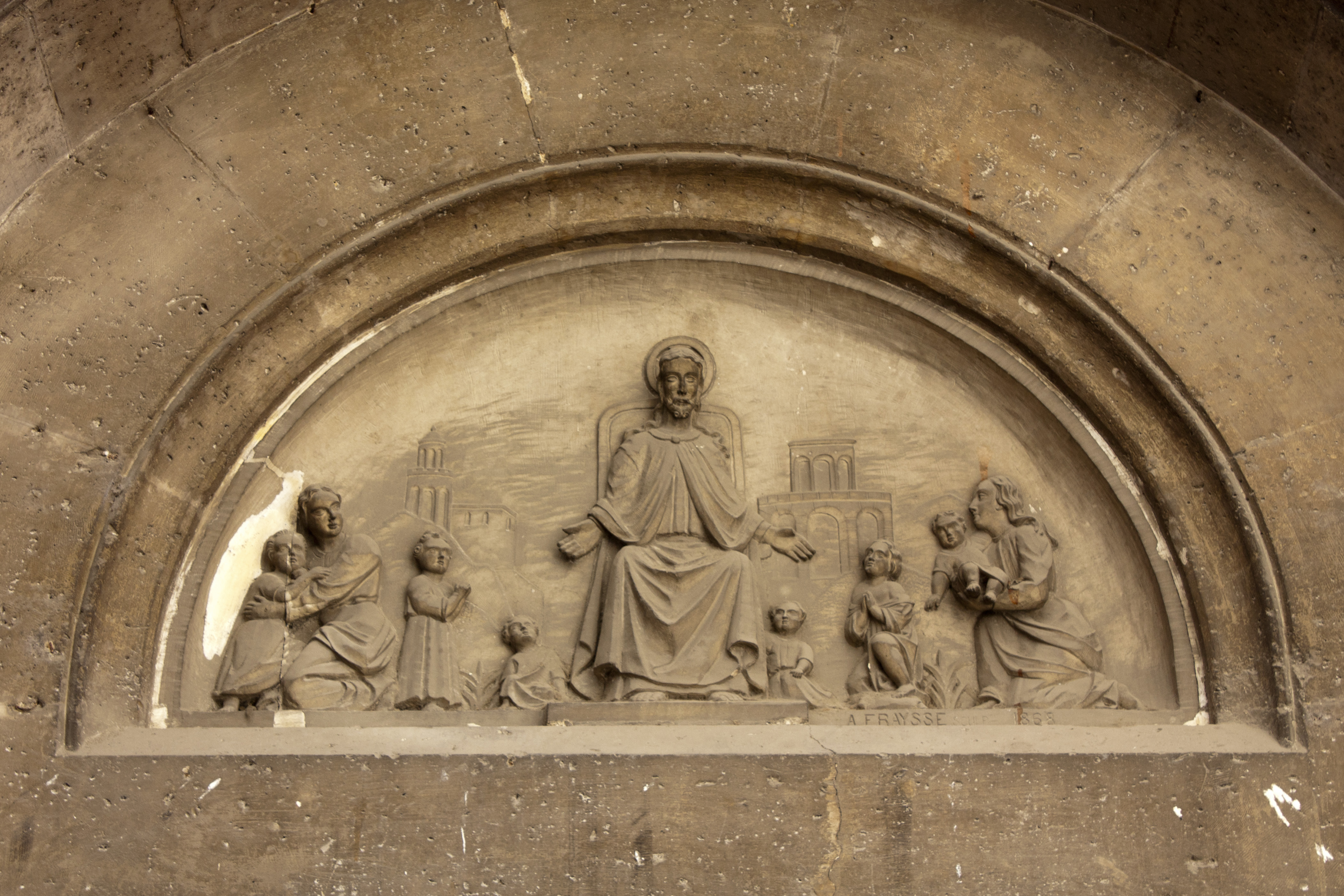
Tympan Laissez venir à moi les petits enfants.